# Rogoznica
Rogoznica je općina u Hrvatskoj. Nalazi se u Šibensko-kninskoj županiji.

## Zemljopis
Rogoznica se nalazi u Šibensko-kninskoj županiji, 32 kilometra udaljena od Šibenika i 60-ak kilometara od Splita. Naseljeni dio obale je jedan od prirodno najsigurnijih i najzaštićenijih uvala na Jadranu.

## Stanovništvo
Prema popisu iz 2011. u naselju Rogoznica bilo je 1121 stanovnika, a broj stanovnika općine bio je 2345.
| broj stanovnika | 2079  | 2044  | 2537  | 2835  | 3126  | 3408  | 2603  | 2570  | 3398  | 3545  | 3348  | 2864  | 2318  | 2138  | 2391  | 2345  | 2106  |
|                 | 1857. | 1869. | 1880. | 1890. | 1900. | 1910. | 1921. | 1931. | 1948. | 1953. | 1961. | 1971. | 1981. | 1991. | 2001. | 2011. | 2021. |

| broj stanovnika | 1080  | 1215  | 489   | 701   | 700   | 759   | 1800  | 1652  | 649   | 721   | 729   | 674   | 701   | 825   | 1151  | 1121  | 960   |
|                 | 1857. | 1869. | 1880. | 1890. | 1900. | 1910. | 1921. | 1931. | 1948. | 1953. | 1961. | 1971. | 1981. | 1991. | 2001. | 2011. | 2021. |

## Poznate osobe
- Dušica Radočaj, hrvatska emigrantska književnica

## Šport
U Rogoznici djeluju ITF taekwondo klub Zmajevo oko i ŠRD Gof. Od 2010. je djelovao nogometni klub HNK Rogoznica, a 2013. godine je izbačena iz lige zbog nedolaska na utakmicu.
Od 1997. održava se Plivački maraton Lozica, također poznat i kao Plivački maraton Rogoznica.
2010. godine je osnovan nogometni klub HNK "Rogoznica".

## Obrazovanje
Jedina školska ustanova u Rogoznici je Osnovna škola Rogoznica, koja postoji već više od 160 godina. Dugi niz godina učenici su nastavu pohađali u neprikladnoj zgradi, s malim brojem malih i neuglednih učionica. Od 2005. godine nastava se odvija u novoj, modernijoj zgradi smještenoj blizu magistralne ceste.
Nastava se odvija samo u jutarnjoj smjeni. Školske godine 2007./08. škola ima nešto više od 160 učenika u 9 razrednih odjeljenja.

## Galerija slika
- Marina Frapa u Rogoznici
- Centar Rogoznice
- Rogoznica s okolicom

## Vanjske poveznice
- Službene stranice Općine Rogoznica

|  | Portal Hrvatske: pristup člancima s tematikom o Hrvatskoj |